# Iglesia de Nuestra Señora de la Asunción (Partearroyo)
La iglesia de Nuestra Señora de la Asunción es un edificio situado en la localidad española de Partearroyo, en la provincia de Burgos.

## Descripción
El edificio se encuentra en la localidad española de Partearroyo, del municipio de Valle de Mena, perteneciente a la provincia de Burgos, en la comunidad autónoma de Castilla y León. Se menciona como iglesia parroquial del lugar en el duodécimo volumen del Diccionario geográfico-estadístico-histórico de España y sus posesiones de Ultramar de Pascual Madoz, donde aparece descrita con las siguientes palabras:

una igl. parr. (la Asuncion) aneja de la de Villasana y servida por un cura párroco y un sacristan, cuyo curato es de provision de los patronos, que lo son el marqués de San Felices y otros particulares.
(Madoz, 1849, p. 702)